# Mary O'Brien
Mary Maime O'Brien (8 de juliol de 1926 − 17 d'octubre de 1998) fou una filòsofa política feminista. Va ensenyar sociologia i teoria social feminista al Canadà fins a la seva mort. Va ser membre fundadora del Partit Feminista del Canadà.

## Primera vida
Mary va néixer a Glasgow, Escòcia, on va experimentar la depressió als anys trenta. Després de conèixer la Fabian Society, Beatrice Webb va quedar impressionada i es va unir al Partit Laborista quan era adolescent. Va ser una activa activista del Partit Laborista, però va trobar el seu idealisme destrossat pels fets bessons del 1956: la Crisi de Suez i la invasió soviètica d'Hongria. Tanmateix, la seva experiència com a llevadora als barris marginals industrials de Clydeside va ser proporcionar-li una visió escèptica que va exhibir en el seu treball filosòfic posterior. Va emigrar al Canadà el 1957, on O'Brien va treballar primer com a infermera i després va completar el treball de postgrau en filosofia política.

## La política de reproducció
O'Brien va escriure The Politics of Reproduction (1981), un llibre important en el desenvolupament de la teoria política feminista. Partint d'una posició materialista marxista, el propòsit d'O'Brien era connectar indissolublement el concepte de treball de Marx per produir objectes amb l'acte de donar a llum, posant així a les dones al centre del materialisme marxista mentre la redefinia. Desafiant la persistent negació de les experiències de les dones en la teorització política, O'Brien va proposar les relacions de reproducció com a essencials per entendre els esforços socials i polítics humans. El treball d'O'Brien va identificar el descobriment de la paternitat com a precursor d'institucions patriarcals com el matrimoni i els drets exclusius masculins a la descendència.
L'obra d'O'Brien teoritza el naixement i, tot i que de vegades els seus arguments han estat rebutjats com a essencialistes, els seus són més aviat una integració de l'essencialisme necessari i del constructivisme social. Va considerar el seu propòsit principal en escriure i ensenyar situar l'experiència de les dones al centre del discurs polític fonamental. El projecte d'O'Brien va estendre temes coneguts de l'antropologia feminista dels anys seixanta i setanta i s'estén a la sociologia radical i l'antropologia dels vuitanta. A la dècada de 1990, la seva obra va ser eclipsada per filòsofs feministes que van criticar la seva obra perquè reduïa les experiències de les dones al determinisme biològic, reduint així el ventall de l'experiència femenina a una única necessitat biològica.
Explicant i explorant els orígens del patriarcat i oferint una heurística per a l'anàlisi dels processos reproductius - moments - O'Brien va crear un marc conceptual per entendre el procés reproductiu: la dialèctica de la reproducció. Va insistir en el punt de vista de les dones, ja que Marx havia assumit el punt de vista del proletariat. Va introduir a la teoria social i política contemporània l'expressió malestream en referència al pensament occidental polític i filosòfic tradicional.

## Tecnologia i reproducció
Els darrers anys de la seva vida, a la darrera dècada del segle xx, O'Brien va escriure i parlar extensament sobre el que considerava un moment històric d'igual importància per a l'articulació de la paternitat: el desenvolupament de tecnologies reproductives. Va considerar revolucionària l'evolució d'aquestes tecnologies, capaces en les seves implementacions de tornar a configurar la relació de les dones amb la reproducció. Una anticoncepció fiable, disponible i segura podria permetre a les dones separar l'activitat sexual de la reproducció; les tecnologies reproductives com la fecundació in vitro i la maternitat subrogada permetrien a les dones que ho són o que tenen intenció de ser mares per redissenyar els seus enfocaments sobre la maternitat.
O'Brien va construir l'anàlisi teòrica que aquestes tecnologies reproductives havien de ser avaluades no només per la seva seguretat, sinó també per les implicacions filosòfiques de la seva capacitat per reconfigurar la relació de les dones amb el treball de la reproducció, de la mateixa manera la reconfiguració de la relació dels homes amb la reproducció. Aquesta important anàlisi teòrica es va veure truncada per la mort d'O'Brien el 1998.

## Aportacions
O'Brien va deixar la pràctica activa d'infermeria el 1971, però el seu continu anàlisi i escriptura sobre la política d'infermeria va tenir un impacte profund en la professió, especialment al Canadà. Va animar els professionals d'infermeria a controlar les seves condicions laborals i les seves relacions amb altres metges, especialment els metges. Va ajudar a instigar un canvi en la manera com es van educar els professionals d'infermeria i el seu estat resultant en l'àmbit de la salut al Canadà. Va escriure i va parlar àmpliament sobre la sanitat i la reforma de l'atenció sanitària al Canadà, amb especial atenció al paper i l'estatus de les infermeres. La contribució duradora d'O'Brien a la teoria política feminista és la seva anàlisi de l'estructura dialèctica de la consciència reproductiva. El treball físic, literalment, implicat en les experiències reproductives de les dones ha de ser considerat, tant com a producció material real, però també, el que és més important, central en el sentit de connexió i integració de l'esforç humà. O'Brien també va afirmar que la propietat dels mitjans de producció s'hauria d'estendre als drets de les dones a mantenir l'autoritat i el control sobre els seus fills.